# Enrico Pasini
Enrico Pasini (Roma, 8 agosto 1935 – Monserrato, 10 aprile 2022) è stato un pianista, organista e compositore italiano.

## Biografia
Nato a Roma l'8 agosto 1935, Enrico Pasini ha iniziato presto i suoi studi musicali presso il Conservatorio di Santa Cecilia, sotto la guida del maestro Alfredo De Ninno. Qui ebbe anche come maestri Marcella Palazzi, Rina Rossi, Ferdinando Ferdinandi, Armando Renzi, p. Alberto Santini, p. Egidio Circelli, Fernando Germani. Nel Conservatorio romano Enrico Pasini conseguì il diploma in pianoforte e successivamente in organo. In seguito proseguì gli studi con i corsi di perfezionamento presso l'Accademica Musicale Chigiana di Siena, con Gino Gorini e Sergio Lorenzi.
Gli anni immediatamente successivi alla formazione coincisero anche con una esperienza musicale di più ampio respiro rispetto a quella soltanto accademica, infatti a questo periodo risalgono le collaborazioni con la RCA e la Fono Roma, ma anche con la Radio Vaticana. Sono poi da menzionare, sempre in questo periodo, gli incontri con Luciano Chailly e Alberico Vitalini.
I primi anni della carriera artistica di Pasini furono inoltre caratterizzati dall'attività con la moglie Fiorella Pennini, con la quale diede vita al duo pianistico Pasini-Pennini. Fu questa un'attività intensa che vide Pasini riscuotere un discreto apprezzamento nel panorama musicale italiano. In seguito la carriera musicale di Pasini proseguì soprattutto sul versante organistico, come organista del Pontificio Ateneo Salesiano e intraprendendo la carriera concertistica soprattutto in Italia. A partire dal 1977 Pasini proseguì la sua attività artistica come docente di Organo Principale presso il Conservatorio di musica "Giovanni Pierluigi da Palestrina" di Cagliari, nel quale insegnò per quasi trent'anni; il periodo della docenza lo ha visto comunque impegnato nell'attività concertistica, anche all'estero, e in una proficua collaborazione con la Radio Vaticana, con la Radio Televisione Italiana (collaborazioni documentate nelle Teche Rai) e con le principali televisioni locali della Sardegna. In questo periodo è stato anche Organista Titolare della Chiesa di Santa Rosalia a Cagliari e docente all'Istituto Diocesano di Musica Sacra dell'Arcidiocesi di Cagliari.
Nel capoluogo sardo e nell'intera regione Pasini ha contribuito fortemente allo sviluppo dell'arte organistica, valorizzando il patrimonio organario dell'isola e dando vita a importanti iniziative quali il Festival Internazionale d'Organo e la Messa degli Artisti; ha inoltre svolto numerose attività di collaborazione artistica con alcuni importanti artisti sardi, quali ad esempio la cantante Maria Carta. Ha insegnato nel Pontificio Seminario Regionale Sardo.
Negli ultimi anni Enrico Pasini ha vissuto a Monserrato, dove portava avanti la sua attività compositiva, legata soprattutto ai Cantabili per organo. È mancato alla mattina del 10 aprile 2022, Domenica delle palme, durante l'Offertorio della Messa Papale.

## Opere
L'attività musicale di Enrico Pasini è rivolta in modo particolare alla composizione di musica organistica; prova ne sono gli oltre 290 Cantabili, pubblicati in Germania e frequentemente inseriti nel repertorio concertistico. Tra i suoi interpreti risultano gli organisti Juan-Paradell Solé, Hans Uwe Hielscher, Jean-Paul Imbert e gli italiani Gabriele Studer e Ivan Ronda. Furono tra l'altro eseguiti anche dal thereminista svedese Pekkanini, col quale Pasini portò avanti un progetto artistico all'avanguardia.
Altre opere sono state pubblicate nell'album Musica per sognare, inciso dai musicisti tedeschi Karl-Heinz Halder - particolarmente legato alle composizioni di Pasini - e Jürgen Benko, prodotto invece dalla casa discografica tedesca Cantate Musicaphon Records, per la quale è stato inciso, insieme ad altri brani, anche il più noto For You nell'album Amazing Grace: Encores for Trumpet and Organ. Alcuni suoi lavori sono ancora raccolti nell'album Norma's Beauty, inciso da Hans Uwe Hielscher e prodotto dalla casa discografica tedesca Organ.
Tra le opere più rilevanti di Enrico Pasini vanno annoverati il brano Musical Reflection, inciso insieme ad altre opere di Pasini da Gabriele Studer e Anna Salvano per le Edizioni Albesi-Media Granda nell'omonimo album, lo Scherzo fantasia per flauto e organo, la Suite in stile antico e la Suite francese (pubblicate in Italia dalle Edizioni Musicali Sinfonica); ancora le tre Sonate per grande organo, il Trittico in fa maggiore, la Sonata gregoriana sull'Antifona Pacem relinquo vobis per flauto/violino e organo e l'Aria con variazioni. Sul fronte pianistico, cui Pasini non ha mai smesso di dedicare l'attenzione, vanno ricordate le tre Week-end Suite e la Jazz Cantata, quest'ultima eseguita in più di un'occasione dal pianista Stefano Figliola.

## Pubblicazioni
- Musica per organo, Voll. I-XVI, Edipason, Stuttgart.
- Allemanda e pastorale, Edipason, Stuttgart.
- Cantabile "A tempo di valzer", Edipason, Stuttgart.
- Cantabile "Africa-Europa un solo cuore", Edipason, Stuttgart.
- Cantabile "Alba", Edipason, Stuttgart.
- Cantabile "For you", Edipason, Stuttgart.
- Cantabile "Il parco di Monteclaro", Edipason, Stuttgart.
- Cantabile "L'immensità del mare", Edipason, Stuttgart.
- Cantabile "Natura sarda", Edipason, Stuttgart.
- Cantabile "Pensieri ed emozioni", Edipason, Stuttgart.
- Cantabile "Preghiera", Edipason, Stuttgart.
- Cantabile "Scorci di natura", Edipason, Stuttgart.
- Cantabile "Tramonto", Edipason, Stuttgart.
- Cantabile "Un dialogo nella notte", Edipason, Stuttgart.
- Cantabile "Una poesia ispiratrice", Edipason, Stuttgart.
- Blues & Swing, Sinfonica, Brugherio (MB).
- For You, trascrizione per flauto e chitarra con CD-ROM, Sinfonica, Brugherio (MB).
- Luna a San Zorzi - Introduzione e Rondò capriccioso, trascrizione per flauto e chitarra con CD-ROM, Sinfonica, Brugherio (MB).
- Musical reflection, con CD-ROM, Sinfonica, Brugherio (MB).
- Quattro opere per organo solo, Sinfonica, Brugherio (MB).
- Scherzo-Fantasia, Sinfonica, Brugherio (MB).
- Primi passi sulla tastiera, Sinfonica, Brugherio (MB).
- Sette cantabili, Sinfonica, Brugherio (MB).
- Aria con variazioni, composta per l'inaugurazione del restauro dell'organo "Mentasti 1876" di Cressa (NO), Bardon Enterprises, Kalbe (Milde).
- Rondò capriccioso, Bardon Enterprises, Kalbe (Milde).
- Sonata No. 1 in A minor, Bardon Enterprises, Kalbe (Milde).
- Trittico in F major, Bardon Enterprises, Kalbe (Milde).
- Jazz Cantata, Sonitus, Monvalle (VA).

## Discografia
- Musica per sognare, Cantate Musicaphon Records, Kassel 2010.
- Songs, Pekkanini, Gothenburg 2013.
- Musical reflection, Edizioni Albesi, Alba 2014.
- Songs 2, Pekkanini, Gothenburg 2018.

### Album contenenti opere di Enrico Pasini
- Amazing grace: Encores for trumpet and organ, Cantate Musicaphon Records, Kassel 2011.
- Norma's Beauty, Organ, Mainz-Saarbrücken 2004.
- Organ Showcase, Hull City Hall, John Pemberton - Organ, Volume Three, Amphion, UK 2008.
- Pasini, Rien Schalkwijk, 2023.
- Enrico Pasini. Organ Works, Da Vinci Classics, Osaka 2023.